# Javier Imbroda
Francisco Javier Imbroda Ortiz (Melilha, 8 de janeiro de 1961 - Málaga, 2 de abril de 2022) foi um treinador e político espanhol de basquete. Foi o sexto treinador com mais jogos dirigidos na Liga ACB.
Ele nasceu em Melilha, Espanha. Ele serviu como membro do Parlamento da Andaluzia desde 2018. Ele também atuou como Ministro Regional da Educação e Esportes desde 2019.
Imbroda morreu de câncer de próstata em Málaga, em 2 de abril de 2022, aos 61 anos.